# 十校联合办学
十校联合办学是指在中国湖北省武汉南湖地区十所高校之间施行的一种联合办学的学术合作模式。这十所高校分别是中南财经政法大学、中南民族大学、湖北工业大学、
武汉工程大学、武汉纺织大学、湖北经济学院、湖北警官学院、武汉体育学院、湖北美术学院、湖北第二师范学院。类似于武汉地区已经存在多年的七校联合办学，十校联合办学允许学生在其他高校辅修或取得双学位。

## 历史
2008级的学生可以参加该办学计划，第一批毕业生已于2012年毕业，是自南湖片区“十校联合办学”开始招生以来的第一届双学位毕业生。南湖片区“十校联合办学”的实施，充分发挥了武汉地区部委属高校和省属高校的学科专业优势。校际合作进行辅修双学位是我校人才培养机制上的一个重大突破，辅修双学位制不仅拓宽了人才成长的渠道，也为毕业生今后的就业择业提供了更加广阔的平台。

## 办学模式
南湖片区十所高校的学生可以跨校互相选修课程，实行学分互认，成功修满所需学分（一般50个）后可获得第二个学位证。每个学分收费100元。

## 管理机构
南湖片区十校联合办学的最高决策机构是“联合办学指导委员会”，由各校分管教学的副校长组成，下设“联合办学协调小组”，由各校的教务部、处长组成。

## 办学现状
有些通过十校联合办学取得“第二学位”的学生发现，自己取得的学位在教育部网站上查不到，不能享受研究生待遇。武汉理工大学教务处副处长钟鸣认为“双学位”一词包含了第二学士学位与辅修二学位，但其实辅修取得的双学士学位是由校方独立颁发的，只有颁发学校承认，在教育部查不到；第二学士学位是指毕业后的学生另外花费两年时间攻读另一个专业，这样的学位可以取得教育部电子注册，网上可查，等同硕士研究生待遇。根据《高等学校培养第二学士学位生的试行办法》，跨专业选修课程是允许的，但不得授予第二学士学位，只能授予一个学位证书。